# Beverly Bayne
Beverly Bayne (11 de novembro de 1894 – 18 de agosto de 1982) foi uma atriz de cinema estadunidense que atuou especialmente na era do cinema mudo. Atuou em 160 filmes e ficou particularmente conhecida por formar, ao lado de Francis X. Bushman, um par romântico que se tornou popular não apenas nas telas, por protagonizar juntos vários filmes, mas também na vida real, quando se casaram em 1918.

## Biografia

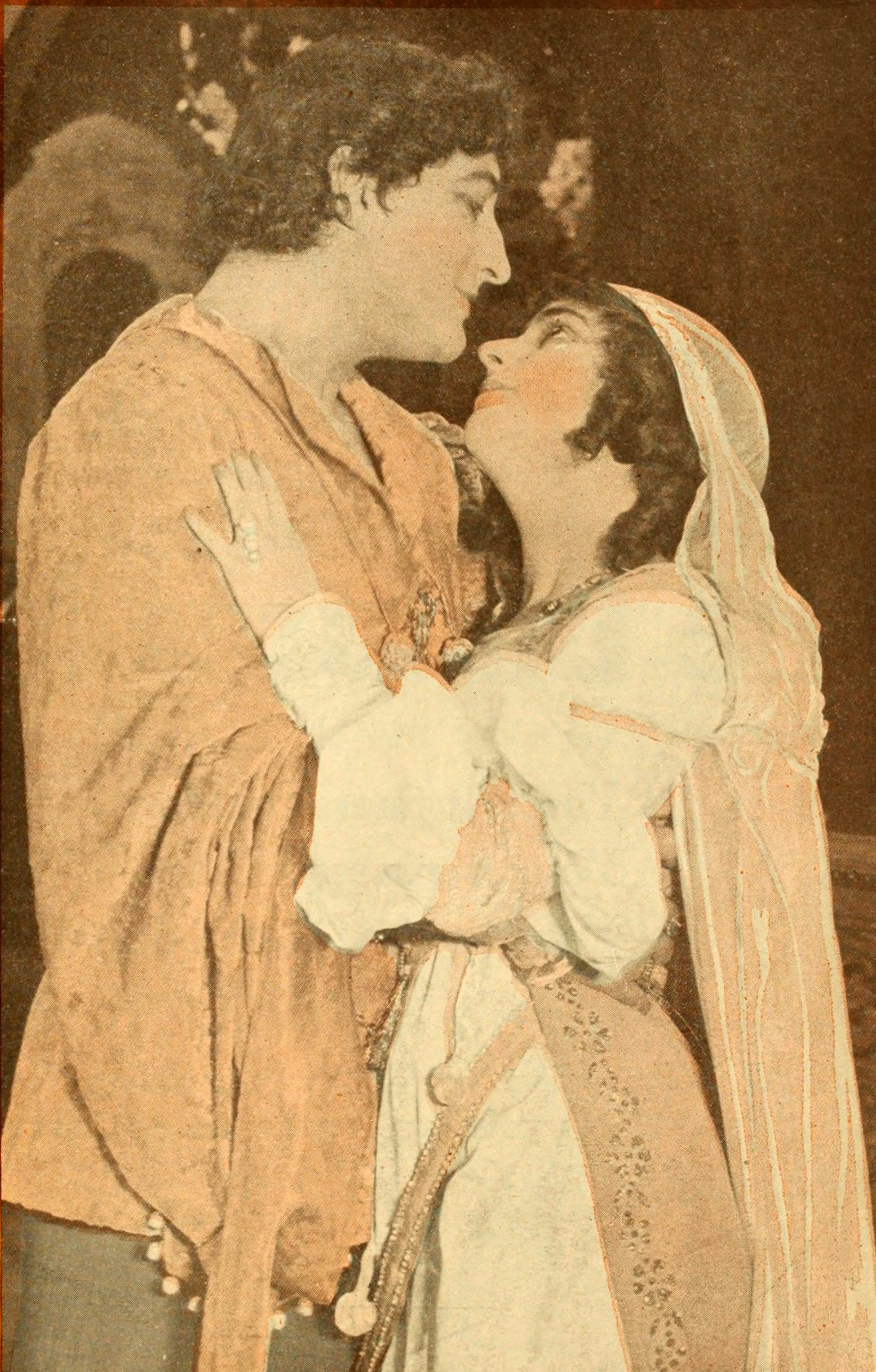
Cartaz do filme Romeo and Juliet, de 1916, Beverly Bayne interpretando Julieta e Francis X. Bushman, Romeu.

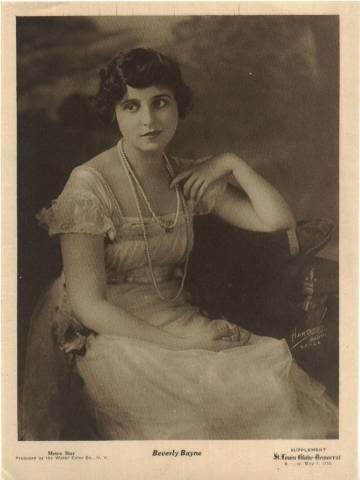
Beverly Bayne em 1916.

Nascida Pearl Beverly Bain em Minneapolis, Minnesota, mudou-se para Chicago aos seis anos de idade. Aos 16 anos, estudando na Hyde Park School, que era ao lado do Essanay Studios por curiosidade foi ao estúdio, e lá perceberam que ela tinha um “rosto fotogênico”, e logo cresceu na companhia.
Seus primeiros filmes foram The Loan Shark e The Rivals, ambos em 1912. Na época, Gloria Swanson estava sob contrato com a Essanay, e diz-se que Swanson chorou porque os olhos dela eram azuis e não castanhos como os de Bayne. Na época, olhos castanhos eram considerados preferíveis para a fotografia. Outros atores da época foram Wallace Beery, Charlie Chaplin e Francis X. Bushman. Bushman exigiu Beverly como sua protagonista, e em breve eles formaram uma dupla romântica, aparecendo em mais de vinte filmes como par romântico, além de outros filmes em que atuaram juntos.
Assinando contrato com a Quality Pictures Corporation, cujos filmes eram distribuídos pela Metro Pictures Corporation, o primeiro filme de Bayne e Bushman juntos foi Pennington's Choice (1915), e em 1917 o casal atuou em Romeo and Juliet,  o que gerou um lucro considerável. Atualmente o filme é considerado perdido, talvez pela decomposição do nitrato, talvez pela negligência da produção cinematográfica da época.
Bayne e Bushman deixaram a Essanay e trabalharam para a Metro Pictures Corporation de 1916–1918, creditados como o primeiro par romântico das telas. Bushman e Bayne se casaram em 1918. Em 1920 o casal estreou no teatro, atuando juntos na peça The Master Thief, que foi bem recebida. Mais tarde, eles apareceram no vaudeville e como estrelas convidadas em dramas. Seu último filme juntos foi Modern Marriage, em 1923.
Bayne e Bushman se divorciaram em 1925, suas carreiras declinaram a partir de então, e logo ficaram fora das telas. Bushman acreditava que sua morte no cinema foi causada por ter desprezado inadvertidamente Mayer, pois o magnata do cinema o havia chamado para uma turnê de aspecto pessoal. Outros afirmam que Hollywood desaprovou o divórcio de Bushman de sua esposa, com quem era casado há 16 anos, para casar-se com a jovem Bayne.
O último filme mudo de Beverly foi Passionate Youth, em 1925. Sem conseguir voltar às telas, ela trabalhou no teatro na Broadway nos anos 1930 e 1940. No início dos anos 1940, Miss Bayne atuou no rádio e ocasionalmente em peças de teatro. Durante a Segunda Guerra Mundial ela trabalhou seriamente para a British War Relief Society, uma organização humanitária.
Seu único filme sonoro, que na verdade foi seu último filme, foi The Naked City (1948), ao lado de Barry Fitzgerald e Howard Duff,[carece de fontes?] num papel não-creditado. Após isso, atuou apenas em um episódio da série de televisão The Philco Television Playhouse, o episódio Hour of Destiny, veiculado em 15 de abril de 1951.[carece de fontes?]

## Seriado

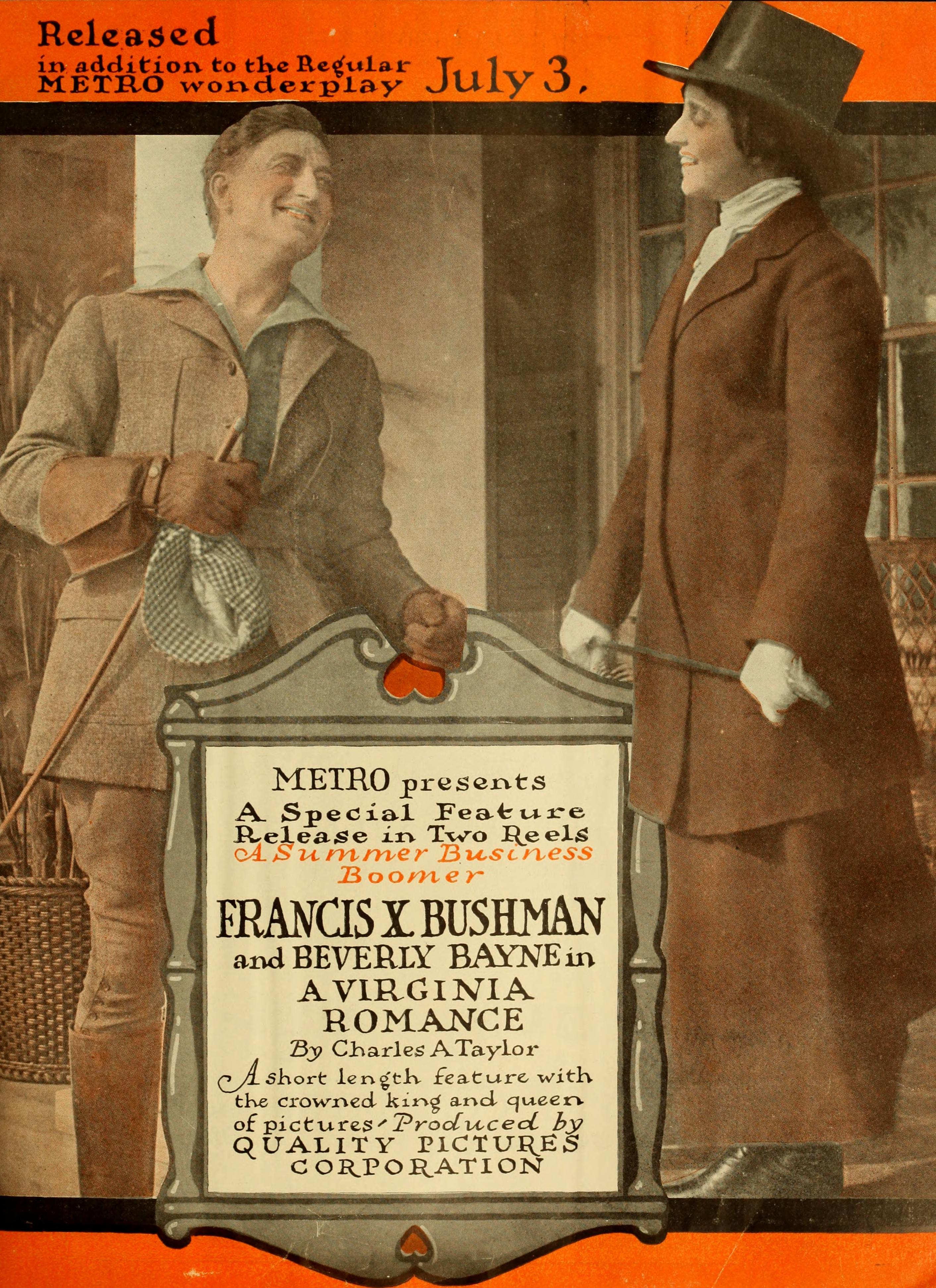
Cartaz do filme A Virginia Romance, de 1916, apresentando Beverly Bayne e Francis X. Bushman.

Sobre o seriado The Great Secret, Meneffe diria: “Louis B. Mayer forçou Beverly Bayne a atuar em um seriado em 14 capítulos, The Great Secret, imediatamente após a complementação de Romeo and Juliet, com a atuação de ambos, Bayne e Bushman, mediante a força de sua imagem e audiência. O seriado foi veiculado a partir de janeiro de 1917, e a qualidade de cada episódio misteriosamente diminuiu com o passar das semanas. Beverly declarou que eles foram forçados a criar a história ao longo de seu desenrolar, recorrendo ao lançamento de um automóvel na frente de um trem em um episódio na tentativa de estimular o interesse na história”.

## Morte
Ela retirou-se completamente do cinema em 1950 e passou a morar em Scottsdale, Arizona, morrendo em 1982, aos 87 anos, de Infarto agudo do miocárdio. Está sepultada no Paradise Memorial Gardens, em Scottsdale.[carece de fontes?]
Por sua contribuição para a indústria do cinema, Bayne tem uma Estrela na Calçada da Fama, em Holywood.

## Vida familiar
Bushman separou-se de sua esposa e 5 filhos e casou com Bayne em 31 de julho de 1918, divorciaram-se em 17 de abril de 1925, num casamento que pode ter descontentado Hollywood. Tiveram um filho nascido em 1926, Richard Stansbury Bushman,[carece de fontes?] que posteriormente trocou seu nome para Bayne e se suicidou em 1957.[carece de fontes?]
Beverly casou novamente, com Charles T. Hvass em 1937, divorciando-se em 1944.[carece de fontes?]

## Filmografia parcial
- The Loan Shark (1912)
- The Tenth Woman (1924)
- The Age of Innocence (1924)
- Who Cares (1925)
- Passionate Youth (1926)

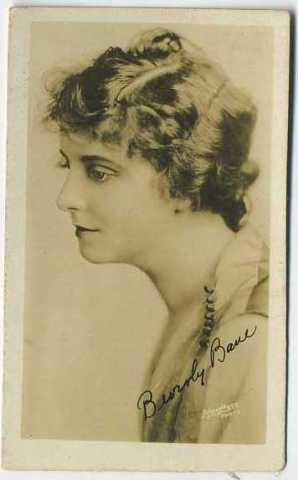

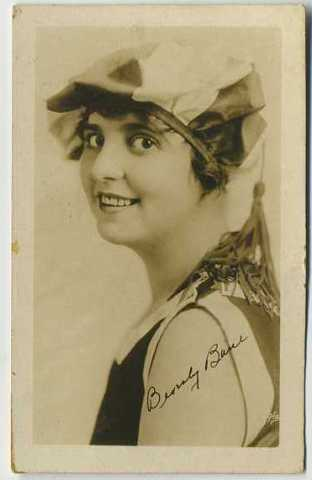
Cards de Beverly Bayne em 1910.

- The Naked City (1948, não-creditada)

### Filmes com Bushman & Bayne
- Teaching a Liar a Lesson (1912)
- The Rivals (1912)
- A Good Catch (1912)
- White Roses (1912)
- The Butterfly Net (1912)
- The Understudy (1912)
- The New Church Organ (1912)
- The Old Wedding Dress (1912)
- The Magic Wand (1912)
- The House of Pride (1912)
- The Penitent (1912)
- The Iron Heel (1912)
- When Soul Meets Soul (1913)
- The Farmer's Daughter (1913)
- A Brother's Loyalty (1913)
- The Whip Hand (1913)
- The Power of Conscience (1913, Bayne não-creditada)
- The Hermit of Lonely Gulch (1913)
- Sunlight (1913)
- The Right of Way (1913)
- For Old Time's Sake (1913)
- Dear Old Girl (1913)
- The Way Perilous (1913)
- The Toll of the Marshes (1913)
- The Little Substitute (1913)
- The Stigma (1913)
- Through the Storm (1914)
- The Girl at the Curtain (1914)
- The Countess (1914)
- His Stolen Fortune (1914)
- One Wonderful Night (1914)
- The Masked Wrestler (1914)
- Under Royal Patronage (1914)
- The Plum Tree (1914)
- In the Glare of the Lights (1914)
- The Private Officer (1914)
- The Prince Party (1914)
- Scars of Possession (1914)
- The Fable of the Bush League Lover Who Failed to Qualify (1914)
- Every Inch a King (1914)
- Any Woman's Choice (1914)
- The Ambition of the Baron (1915)
- Thirteen Down (1915)
- The Accounting (1915)
- The Great Silence (1915)
- Graustark (1915)
- Thirty (1915)
- Providence and Mrs. Urmy (1915)
- Pennington's Choice (1915)
- Man and His Soul (1916)
- The Red Mouse (1916)
- The Wall Between (1916)
- A Million A Minute (1916)
- A Virginia Romance (1916)
- In the Diplomatic Service (1916)
- Romeo and Juliet (1916)
- The Great Secret (seriado, 1917)
- Their Compact (1917)
- The Adopted Son (1917)
- The Voice of Conscience (1917)
- Red, White and Blue Blood (1917)
- Under Suspicion (1918)
- The Brass Check (1918)
- With Neatness and Dispatch (1918)
- Cyclone Higgins, D.D. (1918)
- Social Quicksands (1918)
- A Pair of Cupids (1918)
- The Poor Rich Ma (1918)
- God's Outlaw (1919)
- Daring Hearts (1919)
- Modern Marriage (1923)